# Сарандос, Тед
Теодо́р «Тед» Э́нтони Сара́ндос-младший (англ. Theodore «Ted» Anthony Sarandos, Jr.; род. 30 июля 1964, Финикс, Аризона, США) — американский бизнесмен греческого происхождения, CCO компании «Netflix» (с 2000 года). В 2013 году журнал «Time» поместил имя Сарандоса в список «Time 100» самых влиятельных людей в мире. В 2016 году под его руководством «Netflix» получила 54 прайм-таймовые премии «Эмми».

## Биография
Родился 30 июля 1964 года в Финиксе (Аризона, США) в семье грека Теда Сарандоса, электрика по профессии. Мать Теда была домохозяйкой. Является четвёртым из пяти детей, имеет трёх старших сестёр и младшего брата. Также имеет родственников, проживающих на Самосе (Восточные Спорады, Греция).
Дед Теда по отцовской линии, Александрос Кириазакис, родился в небольшой деревне Контакеика на острове Самос (Королевство Греция). В подростковом возрасте он иммигрировал в США, где сменил фамилию на Сарандос. Прибыв сначала в Нью-Джерси, впоследствии переехал в Аризону. В 1969 году его брат Филип вернулся в родную деревню, где построил церковь.
Будучи учеником средней школы, Тед взял интервью для школьной газеты у известного актёра Эдварда Аснера, приехавшего в Феникс для участия во встрече Гильдии киноактёров США. Аснер, находившийся в ту пору на пике своей популярности по сериалу «Лу Грант», в итоге познакомил Сарандоса с другими представителями индустрии развлечений.
Окончил Глендейлский общественный колледж. Затем специализировался на журналистике в Университете штата Аризона, который однако оставил, став управляющим в магазине видеопроката «Arizona Video Cassettes West», в котором работал ещё со школьных лет.
В 1983—1988 годах — управляющий восемью магазинами видеопроката сети «Arizona Video Cassettes West».
В 1988 году стал западным региональным директором по продажам и операциям в «East Texas Distributors», одной из крупнейших в США компании, занимающейся дистрибуцией видео.
До марта 2000 года занимал должность вице-президента по продуктам и мерчандайзингу в сети более чем из 500 магазинов «Video City/West Coast Video».
В 1999 году Сарандос познакомился с CEO компании Netflix Ридом Хастингсом, а в 2000 году занял пост CCO «Netflix».
В 2009 году Тед Сарандос и его супруга Николь Авант, являясь членами избирательной кампании кандидата в президенты США Барака Обамы, были его главными финансовыми спонсорами в Южной Калифорнии, собрав 700 000 долларов.

## Членство в организациях
- член исполнительного комитета Американской телевизионной академии[22];
- попечитель Международной документальной ассоциации[англ.][23];
- член консультативного совета[англ.] Лос-Анджелесского греческого кинофестиваля[24];
- член совета директоров кинофестиваля Трайбека;
- член совета директоров Лос-Анджелесского кинофестиваля[англ.][25];
- член совета директоров Американской синематеки[англ.];
- попечитель Американского института киноискусства;
- и др.[8]

## Награды
- 2008 — стипендиат Аспенского института[англ.] (Стипендиальная программа Генри Кроуна)[26];
- 2010 — «Digital Power 50», «The Hollywood Reporter»[27];
- 2012 — «Digital Power 50», «The Hollywood Reporter»[28];
- 2013 — «Time 100», «Time»[7];
- 2014 — Гуманитарная награда от Центра Симона Визенталя[4];
- 2015 — Награда первооткрывателя от Международной документальной ассоциации[29];
- 2015 — «Silicon Beach Power 25», «The Hollywood Reporter»[30];
- 2015 — Награда Брэндона Тартикоффа[англ.] от Национальной ассоциации управляющих телевизионных программ[англ.][31][32];
- 2024 — Командор ордена Британской империи[33];
- и др.

## Личная жизнь
От брака с первой супругой Мишель Сарандос имеет дочь Сару и сына Тони.
В 2009 году женился на Николь Авант, дочери Кларенса Аванта, которая в 2009—2011 годах являлась послом США на Багамских Островах.
Исповедует католицизм.